# همه چیزهایی که هرگز نگفتم (ئی‌پی تیت مک‌ری)
همهٔ چیزهایی که هرگز نگفتم (به انگلیسی: all the things i never said) دومین آلبوم چندآهنگه از خوانندهٔ کانادایی تیت مک‌ری می‌باشد که در ۲۴ ژانویهٔ سال ۲۰۲۰ از سوی آرسی‌ای رکوردز منتشر گردید.